# 奥涅加拖拉机厂
奥涅加拖拉机厂(俄语：Онежский тракторный завод，也译作“奥涅日拖拉机厂”)是俄罗斯一家大型拖拉机制造厂。主要生产森林工业所需的各种履带行走的集材机、运材机、采伐机。

## 历史
创建于彼得大帝改革的1703年，对瑞典的北方战争炼钢、铸造大炮、生产各种军事装备。战争结束后，1732年工厂关闭。
1755年在该地重建铜冶炼厂。1767年开始筹备铸造大炮。1774年，俄罗斯庆祝亚历山大·涅夫斯基的遗物转移到亚历山大·涅夫斯基修道院50周年，当年6月14日叶卡捷琳娜二世颁布法令，该工厂被命名为亚历山大工厂，以纪念亚历山大·涅夫斯基王子。1789年，该工厂制造了俄罗斯第一台工业蒸汽机。
1861年3月，在《废除俄国农奴制宣言》的基础上，沙俄当局颁布了《财政部国有采矿厂采矿和工厂人口条例》，所有强制（分配）工匠都免于在工厂强制服务，获得人身自由和财产所有权，并在保留其财产的情况下变更为市民阶层。该工厂的农奴制改革分阶段进行：从1861年春天开始，在工厂工作20年或以上的365名工匠被解除农奴身份，1862年至少有15年工龄的1863人获得解放，1863年强制（分配）劳动力被改为民工身份。
19世纪下半叶，铸铁大炮被钢质线膛炮取代，准确性和射程都比铸铁大炮高。1881年亚历山大工厂在与乌拉尔地区制炮工厂的价格竞争中未能成功，不得不放弃大炮的制造，转变为亚历山大炮弹厂。
1905年日俄战争失败后，与整个沙俄帝国一样，革命情绪在该厂蔓延。1906年工厂工人尼古拉·季莫费耶维奇·格里戈里耶夫在奧洛涅茨省创立了第一个俄国社会民主工党组织。1907年，工厂400多名工人因参加1905-1906年的革命示威而被解雇。
从19世纪末到1917年，该厂陆续建了锻压车间（19世纪末）、炼钢和轧钢车间（1903年）、机械修理车间（1904年）、1906年安装了第一台电动机、电话、电灯；装配车间（1917年）。尽管如此，亚历山德罗夫斯基炮弹厂仍然是全俄该行业最落后的企业之一。生产成本高，质量缺陷率高，主要车间负荷不足，使工厂处于完全破产的边缘。随着第一次世界大战的爆发，该厂的生产得以爆发，1916年炮弹产量与1913年相比翻了一番，达到15.3万枚，工人人数增加了一倍半，达到1528人。1917年8月，厂内成立了第一个布尔什维克组织。
1918年成立工厂苏维埃政权，奥洛涅茨矿区和工厂的管理临时条例获得批准，选举成立五人执委会管理工厂。亚历山大工厂隶属于奥洛涅茨省国民经济委员会。1918年10月末获得了财政援助，得以重新装备工厂并生产民用产品，为摩尔曼斯克铁路维修蒸汽机车和货车并生产备件；生产马拉平地机、制造特殊设备。1918年11月5日工厂改称奥涅加冶金机械厂。1918年11月16日，摩尔曼斯克铁路接入工厂的铁路线开通，开始维修蒸汽机车。 1918-1919年工厂为奥涅加区舰队修理了8艘拖轮。
1919年12月20日工厂转隶彼得格勒地区重工业工厂委员会。1920年蒸汽机车修理分厂修理了26台蒸汽机车和大约100辆铁路货车，铸造分厂生产了超过2万磅的铸铁和铜备件。由于生产经营取得的成功，工厂被列入了苏俄106家重点企业名单。1921年，在1895年开办的彼得罗扎沃茨克职业学校的基础上，工厂的第一所学徒学校成立，学制四年，培训铸造工和车工。苏联第一个五年计划期间，1928年该厂改称奥涅加冶金和机器制造厂，产量大大超过了世界大战战前，工厂开设了托儿所和幼儿园、公共食堂，在果戈里街和加里宁街上修建了工厂宿舍。1931年有3000工人。在白海-波罗的海运河建设期间，工厂制造了闸门驱动器和船闸构架。1934年初，该厂开始量产200马力蒸汽机和50马力船用发动机。
1935年，工厂转隶森林工业人民委员部，开始生产林业机械设备。所有车间和部门都进行了专业化重建。 1938年，工厂的产品范围显著扩大：油机、蒸汽机、绞车、枕木机、森林犁和耙、割灌机、挖沟机、履带拖车、马和拖拉机牵引的木材车、钩子、斧头、各种铸件，拖拉机气体发生器、便携式链锯，移动发电站。
1939年苏芬战争开始后，为前线大量生产高爆药和飞机发动机气缸。 1939年，工厂接受了一项特别重要的政府任务——为彼得罗扎沃茨克-苏奥耶尔维铁路线制造桥梁桁架。1940年生产燃气发电机车。
1941年苏德战争爆发，大批工人应征入伍上前线，工作岗位由他们的母亲、妻子、弟弟和妹妹们所取代，战争期间该厂124人在前线作战阵亡，机械修理车间技工尼古拉·加夫里洛维奇·瓦尔拉莫夫和工具制造车间尼古拉·费奥多罗维奇·列普尼科夫被追授苏联英雄称号。1941年7月11日，根据林业人民委员部的命令，开始着手将主要车间、工人和专家及其家人疏散到克拉斯諾亞爾斯克，并入克拉斯诺亚尔斯克机械厂（战争期间称为863工厂）。第一疏散梯队于1941年7月19日组成，1941年8月3日抵达克拉斯诺亚尔斯克。在工厂全天不停拆除设备，得以每3-4天的频率向克拉斯诺亚尔斯克发出一趟疏散列车。尽管如此，芬兰军队对彼得罗扎沃茨克的进攻没有为完全拆除工厂设备留下时间。轧机、自走式铁水包和机械车间的许多机床无法拆走。与此同时，“小型的奥涅加工厂”继续生产到1941年9月末，铸工和轧钢工人为装甲列车生产钢板，为航空和坦克企业生产金属。其余机器集中在机加工车间用于生产飞机活塞发动机的气缸。1941年9月27日，也就是芬兰军队攻占彼得罗扎沃茨克这座城市的前4天，工厂撤离，带走了所有可以从设备和工具中拿走的东西。同一天开始了对工厂建筑物的破坏工作。
芬兰占领彼得罗扎沃茨克期间（1941-1944年），在工厂残存的厂房内设立了芬军的修理厂——两家武器修理厂、一家汽车修理厂、一家防御工事修理厂、一家发电厂和一家军队报纸（ Vesti Karelia）的印刷厂。第10和第11车间修理枪支、迫击炮和机枪。坦克和装甲车维修车间也开始工作。1942年11月恢复了Lososinka-2水电站。1944年6月末占领军撤退时，冶金车间的所有加热炉、8个铁烟囱、车间金属桁架、轧钢机、1500马力蒸汽机、模具、校准轧机全部被拆除并运往芬兰。竖井、加热炉的框架、数十万块耐火砖。工厂木材交换、变压器、电话交换大楼和工厂大坝的机械化设备被摧毁。
战争爆发初期，该厂员工组建了“红色奥涅加”游击队，从1941年7月末被苏军派往卡累利阿敌后游击作战。战争期间在敌后进行了26次交战，进行了数百次军事行动，消灭了500多名敌军，在森林和沼泽中行军了9000公里。
疏散到克拉斯诺亚尔斯克的863工厂在1941年9月生产出首批122毫米榴弹炮弹。工厂的每个工作班次持续12到20个小时。到1942年，已经掌握了炮弹生产的完整技术环节。战争期间，863工厂的7名工人获得了政府最高奖项。1942年10月，该厂在克拉斯诺亚尔斯克边疆区工业企业的社会主义竞争中获得第一名，获得向卡累利阿方面军派遣代表的荣誉。1942年底，参与发起在克拉斯諾亞爾斯克邊疆區的企业中捐献资金购买坦克以组建克拉斯诺亚尔斯克坦克纵队。1943年10月，企业荣获全苏总工会中央理事会挑战红旗和生产指标一等奖。1944年6月29日，863工厂的工人得知彼得罗扎沃茨克解放的消息，当天在工厂大门处举行了集会，决定为解放的彼得罗扎沃茨克组织一次筹款活动，号召所有工人、工程师和技术工人以及员工在克拉斯诺亚尔斯克设立技术援助基金，以恢复奥涅加工厂。
根据苏联人民委员会1944年10月21日“关于恢复彼得罗扎沃茨克市的奥涅加冶金和机械制造厂”的法令，该工厂被列入苏联战后恢复的重点工业企业。鉴于切列波韦茨钢铁厂的设计和建设已经开始，决定不恢复该工厂的冶金车间。1944年底和1945年第一季度的修复工作计划超额两倍以上完成。1945年4月，奥涅加工厂建设团队被授予全苏总工会和苏联森林工业人民委员部的挑战红旗。1945年5月工厂开始生产计划产品，从此成为单一的机械制造厂，改称奥涅加机器制造厂。 产品有窄轨铁路平台、浮式装载机、汽车起重机、车钩、移动电站、雪犁、燃气发电机集材机。1948年，工厂产量超过了战前产量。主要产品是工矿机车和内燃机车。
根据1949年10月颁布的苏联政府法令，为了开发偏远地区并增加沿现有水道的货物周转量，奥涅加工厂承担制造一系列150马力湖海拖船，以满足苏联森林工业和造纸工业部的需求。从1920年代才涉足桨轮船修理、蒸汽船发动机制造、螺旋桨铸造的奥涅加工厂从里加造船厂引入制造拖船的技术工艺文件，1950年10月30日第一艘73型拖船下水。部分拖船产品穿越北冰洋，前往鄂毕河、叶尼塞河、勒拿河以及堪察加和符拉迪沃斯托克服务于森林工业用户。
1951年卡累利阿拖拉机工业在该厂起步，为此工厂被更新了现代设备，特别是铸造分厂。1956年1月30日，根据苏联部长会议关于为森林工业生产集材拖拉机的法令，该厂改属于苏联拖拉机和农业机械工业部，转型为生产履带式林业拖拉机的专业企业，改称为奥涅加拖拉机厂。安装从明斯克拖拉机厂调拨的设备后，该厂在КТ-12集材拖拉机的基础上使用明斯克拖拉机厂制造和供应的部件生产新型集材拖拉机ТДТ-40(俄语：ТДТ-40，直译为“原木集材柴油拖拉机40马力型号”)。1956年6月29日，第一台ТДТ-40集材拖拉机从该厂总装线下线。至1956年底生产了477台。1956年第一季度，苏联拖拉机和农业机械工业部和中央拖拉机研究院在该厂设立了森林工业拖拉机制造设计局，后改制为总专业设计局（ГСКБ ОТЗ）并试制新型号森工拖拉机。1956年第二季度初成立了实验车间，配备了高素质的工人和工程师和必要的设备。 1956年第三季度成立了外试分队。1957年7月25日第一千台拖拉机下线。1959年，苏联部长会议授予总专业设计局（ГСКБ ОТЗ）为中型履带式集材机和轮式林业机械的牵头设计机构。在1950年代末和1960年代初，总专业设计局（ГСКБ ОТЗ）开发并测试了3种类型的轮式拖拉机：300马力的 T-210、MoAZ-546G集材机和用于选择性砍伐和疏伐的KGG-40轻型集材机。然而，该工厂生产的大多数拖拉机一直都是履带式。该厂20世纪下半叶生产的最受欢迎的是ТДТ-40和ТДТ-55A的改进型（1968年11月开始批量生产），苏联木材总量的一半是使用该厂集材拖拉机完成的。并出口到世界上30个国家。五十年代中国森林工业也引入了ТДТ-40集材拖拉机，并在1963年仿制ТДТ-40M定型生产“集材-50型拖拉机”（俗称“爬山虎”拖拉机），产量达到一万多台，是中国森林工业40年间唯一大量装备的集材机。
1971年1月6日，根据苏联最高苏维埃主席团的法令，该厂被授予十月革命勋章。1972年3月，生产第10万台集材机。1974年，该厂被授予列宁勋章。1976年版的10越南盾钞票，上面绘制了由奥涅加拖拉机厂制造的ТДТ-40拖拉机和大象在给原木集材的图案。

### 历史产品
- ТДТ-40(1956-1969)
- ТДТ-55(1966-2003)
- ТДТ-55(1966-2003)
- LHT-100A履带拖拉机 (2000-2013)

## 进一步阅读
- Melnikova-Raich, Sonia. . IA, The Journal of the Society for Industrial Archeology. 2010, 36 (2): 57–80. ISSN 0160-1040. JSTOR 41933723. (abstract （页面存档备份，存于）)